# Tōkyō boshoku
Tōkyō boshoku (東京暮色, Tōkyō boshoku, lit "crepúsculo de Tóquio") (Brasil: Crepúsculo em Tóquio) é um filme de drama japonês de 1957 dirigido por Yasujirō Ozu. O filme conta a história de duas irmãs (interpretadas por Ineko Arima e Setsuko Hara) que se reencontram com a mãe que as deixou quando crianças. O filme é considerado um dos filmes mais sombrios do pós-guerra de Ozu; foi muito bem recebido, embora menos conhecido. É seu último filme gravado em preto e branco.

## Sinopse
Akiko Sugiyama (Ineko Arima) é uma estudante universitária que está aprendendo taquigrafia para facilitar seu inglês. Sua irmã mais velha, Takako (Setsuko Hara), fugindo de um casamento infeliz, voltou para casa, levando consigo sua filha pequena, para ficar com Akiko e seu pai Shukichi (Chishū Ryū) em Tóquio. Shukichi trabalha em um banco na capital. Akiko tem um relacionamento com seu namorado de faculdade Kenji (Masami Taura), o que resulta em uma gravidez indesejada. Mais tarde, Akiko faz um aborto após um encontro em que percebe que seu namorado não a ama de verdade.
Ao ir a um salão de mahjong em busca de Kenji, Akiko se depara com sua proprietária, Kisako (Isuzu Yamada), que parece saber muito sobre sua família. De volta a sua casa, Takako ouve mais a repeito de Kisako por Akiko até perceber que a dona do estabelecimento é a sua mãe desaparecida. Takako visita o salão para pedir a Kisako que não revele a Akiko quem ela realmente é – mas tudo acaba dando errado. Akiko fica sabendo de sua visita e confronta Takako. Takako então revela que Kisako é a mãe delas, e que fugiu com outro homem quando Akiko ainda era criança. Abalada, Akiko confronta Kisako para perguntar se ela é também filha do seu pai. Ela sai irritada, e chateada por Kisako tê-la abandonada quando criança, a garota vai a uma loja de macarrão chinês para tomar saquê. O namorado dela, Kenji, entra e os dois discutem. Akiko sai com raiva e é atropelada por um trem, em um cruzamento, em frente à loja.
Akiko fica gravemente ferida e expressa o desejo de viver e recomeçar a vida na presença do pai e da irmã. Na cena seguinte, porém, ocorre uma das famosas elipses de Ozu, onde uma Takako amargurada visita sua mãe para lhe contar a notícia da morte da irmã mais nova. Kisako fica perturbada e concorda com o seu marido em deixar Tóquio para ficar em seu novo emprego em Hokkaido. Pouco antes de sua partida, ela vai até os Sugiyamas para dar suas condolências e contar a Takako sobre sua decisão. Takako decide por não deixá-la ir a estação ferroviária.
Na última cena do filme, Takako revela ao pai que voltará a viver com seu marido para fazer o casamento dar certo novamente. Ela não quer que sua filha tenha a mesma experiência que Akiko, que cresceu sem conhecer um dos pais. Shukichi concorda com sua decisão.

## Elenco
| Ator              | Papel                                       |
| ----------------- | ------------------------------------------- |
| Ineko Arima       | Akiko Sugiyama                              |
| Setsuko Hara      | Takako Numata, irmã mais velha de Akiko     |
| Chishū Ryū        | Shukichi Sugiyama, o patriarca dos Sugiyama |
| Isuzu Yamada      | Kikuko Soma                                 |
| Haruko Sugimura   | Shigeko Takeuchi, irmã de Shukichi          |
| Nobuo Nakamura    | Sakae Soma, novo marido de Kikuko           |
| Kamatari Fujiwara | Proprietário do restaurante de macarrão     |
| Kinzo Shin        | Yasuo Numata, ex-marido de Takako           |
| Teiji Takahashi   | Noburo Kawaguchi                            |
| So Yamamura       | Amigo de Shukichi                           |
| Seiji Miyaguchi   | Policial                                    |
| Tsusai Sugawara   | Dono do salão de mahjong                    |

## Recepção
Vários críticos de cinema consideram Tōkyō boshoku um dos trabalhos mais sombrios do diretor. Embora raramente sendo exibido em cinemas, tem 100% no Rotten Tomatoes com uma classificação média de 7,8/10. No The New Yorker, Richard Brody argumentou: "Este melodrama familiar turbulento e sombrio de 1957, é afastado de comoção desnecessária e recebe profundidade emocional e peso filosófico sob a direção de Yasujiro Ozu." Fred Camper, do Chicago Reader, declarou-o um dos melhores trabalhos do diretor e escreveu: "O pai e a filha mais velha tentam conhecer o mundo com um olhar tão firme quanto o da câmera estática de Ozu, acabando por se resignar a aceitar a tragédia, que é apresentada como inevitável no fluxo da vida." Em 2009, o filme foi classificado no 106º lugar na lista dos Maiores Filmes Japoneses de Todos os Tempos pela revista de cinema japonês Kinema Junpo.